# Cape-Johnson-Tief
Das Cape-Johnson-Tief, teils nur Johnson-Tief genannt, ist ein Meerestief im Westteil des Pazifischen Ozeans (Pazifik) und mit 10.497 m Meerestiefe die zweittiefste Stelle des Philippinengrabens.

## Geographische Lage
Das Cape-Johnson-Tief befindet sich im Zentrum des Philippinengrabens östlich der philippinischen Insel Siargao zwischen dem Galatheatief im Norden und dem Emdentief im Süden. Es liegt etwa bei 11° nördlicher Breite und 127° östlicher Länge.

## Name

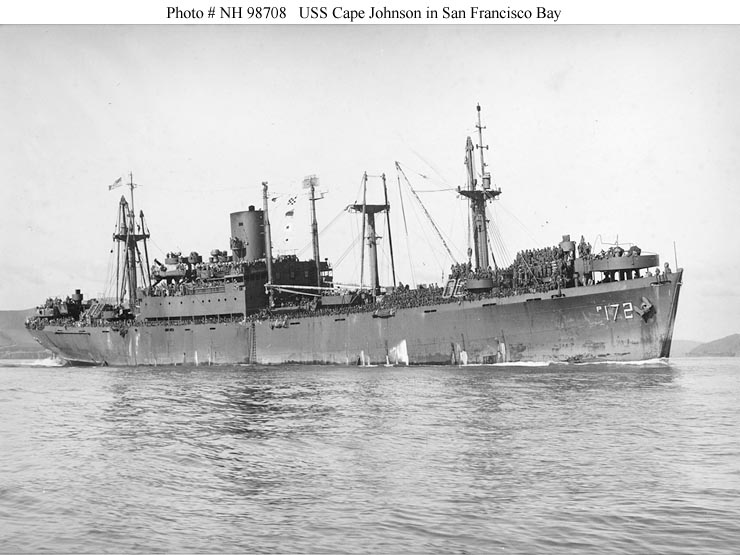
USS Cape Johnson (AP-172)

Das Cape-Johnson-Tief wurde nach dem US-Schiff Cape Johnson benannt, dessen Besatzung im Jahr 1945 per Echolot die Tiefe des Meerestiefs ermittelte. 
Koordinaten: 11° 0′ 0″ N, 127° 0′ 0″ O